# Myskmadra
Myskmadra eller myska (Galium odoratum) är en växtart i familjen måreväxter. 
Myskmadran är en utpräglad skuggväxt och lever i lövskogar och lundar där den bildar täta, låga grupper i den svaga belysningen. Blomningen infaller tidigt (maj, juni), innan marken är alltför starkt beskuggad genom lövsprickningen. 
Längs Norges västkust når den så långt norrut som till polcirkeln. I mellersta Europa är den vanligare än i Norden. 
Fruktens delfrukter har tätt med fina hakar som hänger sig fast vid klädesplagg och djurs pälsar. Det är ett spridningssätt som inte är helt ovanligt hos låga växter som lever i skogarnas och lundarnas dunkel och stillhet. 

## Användning
Myskmadra används bland annat som smaksättare på olika drycker (bl.a. Berliner Weisse) i Tyskland och Ryssland. På grund av att växten innehåller giftämnet kumarin används idag huvudsakligen konstgjord 6-metylkumarin för att smaksätta mat och dryck.
Förr plockades även blommorna och man lade knippen i sina linneförråd.